# Fuhrkommando
Ein Fuhrkommando wird als stimmliches Signal vom Führer eines von Pferden oder Ochsen gezogenen Fuhrwerks eingesetzt, um dem Zugtier Start, Stopp und Zugrichtung mitzuteilen. Gleiches gilt beim Pflügen und Eggen mit Ochsengespannen in der Landwirtschaft und für Lasttiere. Die Fuhrkommandos waren nicht immer einheitlich. Beim Reiten werden solche Kommandos weniger gebraucht, da dort meist mit Gewichts-, Schenkel- und Zügelhilfen auf das Reittier eingewirkt wird.

## Hü
Hü, oft auch hüh, hüa, hüja, hüschd, hopp, hoppla, los oder marsch ist ein Zuruf an ein Zugtier mit der Bedeutung „vorwärts“, „los geht’s“. Oft schnalzt der Rufer dabei noch mit der Zunge. Die reine Stimmhilfe wird meistens bei Arbeitspferden, also beim Pflügen oder Holzrücken verwendet.
Beim Gespannfahren werden zum Anfahren die Leinen kurz angenommen (Vorbereitung, aufmerksam machen) und dann wird mit den Leinen wieder nachgegeben und das Pferd kann antreten. Während des Nachgebens kann die Stimmhilfe zur Verstärkung dienen. Bei Bedarf kann auch noch eine vorwärtstreibende Peitschenhilfe eingesetzt werden. Die vorwärtstreibende Peitschenhilfe wird in der deutschen Fahrlehre durch Anlegen der Peitschenschnur hinter dem Kammdeckel gegeben.
Beim Reiten wird die Stimmhilfe als Hilfsmittel vor allem bei jungen Pferden eingesetzt, solange sie die korrekte Hilfengebung noch nicht verstehen. Das Anreiten wird mit einer halben Parade zum Aufmerksammachen eingeleitet. Gleichzeitig mit der Stimmhilfe wird dann das Kreuz angespannt, ein beidseitiger Schenkeldruck ausgeübt und eine nachgebende Zügelhilfe gegeben, damit das Pferd antreten kann. Nach mehrfacher Wiederholung lernt dann das junge Pferd auf die reiterlichen Hilfen zu achten und benötigt die Stimmhilfe nicht mehr.

## Brr
Der Anhaltebefehl lautet brr, wobei die Zügel angezogen und der Hals des Pferds leicht zurückgezogen wird. In Bayern wird auch öha verwendet.

Im Westernreiten wird für den Sliding Stop der Befehl „Whoa“ zusammen mit Gewichtshilfen gegeben.

## Hüst und Hott
Das Kommando für linksherum lautet har, hüst, jüst, hist oder wist. Das Kommando für rechtsherum lautet hott.
Die Richtungskommandos sind insbesondere beim Holzrücken und Pflügen wertvoll, wenn der zu Fuß gehende Fuhrmann nur eine Leine (Zupfleine oder in Bayern Stosszügel) hat, weil er die andere Hand zum Arbeiten benötigt.

## Redensart: Mal hü, mal hott sagen
Fuhrkommandos gehören zu den wenigen Interjektionen, die sich nicht an Menschen, sondern an Tiere (Pferde, Ochsen) richten. In der heutigen Alltagssprache haben sich diese Befehle vor allem in der Redewendung mal hü, mal hott sagen erhalten, mit der Bedeutung „heute so und morgen genau das Gegenteil sagen“ (wörtlich: „mal linksherum, mal rechtsherum“). Hü ist in diesem Fall eine Abkürzung von hüst (links).

## Kindersprache: Hottehüh
Außerdem finden sich die Kommandos hott (rechts) und hü (vorwärts) im kindersprachlichen Ausdruck Hottehüh für „Pferd“.

## In anderen Sprachen
Auf Englisch werden typischerweise die Kommandos „gee“ (rechts) und „haw“ (links) für Zugtiere und Schlittenhunde verwendet. Für europäische Zirkuselefanten werden spezielle Kommandos verwendet, z. B. „rangu“ (Rüssel anheben!). Für asiatische Arbeitselefanten werden andere Kommandos benutzt.
In Mexiko lauten die Kommandos bei Pferden „Arre“ für vorwärts und „Ho“ für anhalten.